# Montarlot-lès-Rioz
Montarlot-lès-Rioz ist eine Gemeinde im französischen Département Haute-Saône in der Region Bourgogne-Franche-Comté.

## Geographie
Montarlot-lès-Rioz liegt auf einer Höhe von 265 m über dem Meeresspiegel, sechs Kilometer westlich von Rioz und etwa 20 km nördlich der Stadt Besançon (Luftlinie). Das Dorf erstreckt sich im Süden des Departements, in einer Nische am Westrand der Talmulde der Tounolle, zwischen den Waldhöhen des Bois du Chanois im Westen und der Forêt de Sorans im Osten.
Die Fläche des 9,66 km² großen Gemeindegebiets umfasst einen Abschnitt der gewellten Landschaft zwischen den Flusstälern von Ognon im Süden und Saône im Nordwesten. Der zentrale Teil des Gebietes wird in Nord-Süd-Richtung von der Talniederung der Tounolle durchquert, die für die Entwässerung zum Ognon sorgt. Die Tounolle wird von kurzen Seitenbächen gespeist, welche das Gelände untergliedern. Flankiert wird das Tal im Osten vom ausgedehnten Waldgebiet der Forêt de Sorans (bis 360 m). In geologischer Hinsicht bestehen die Höhen aus einer Wechsellagerung von kalkigen und sandig-mergeligen Schichten aus der oberen Jurazeit. Nach Westen erstreckt sich das Gemeindeareal auf den Höhenrücken des Bois du Chanois, auf dem mit 365 m die höchste Erhebung von Montarlot-lès-Rioz erreicht wird, und auf die Hochfläche von Les Aiguilles (360 m). Die westliche Abgrenzung verläuft im Tal des Ruisseau de l’Étang du Vau.
Nachbargemeinden von Montarlot-lès-Rioz sind Fondremand und Trésilley im Norden, Sorans-lès-Breurey im Osten, Boult und Chaux-la-Lotière im Süden sowie Cordonnet im Westen.

## Geschichte
Im Mittelalter gehörte Montarlot zur Freigrafschaft Burgund und darin zum Gebiet des Bailliage d’Amont. Die lokale Herrschaft über das Dorf hatte bis im 16. Jahrhundert die gleichnamige Familie inne. 1567 wurde die Herrschaft Montarlot der Herrschaft Oiselay angegliedert. Zusammen mit der Franche-Comté gelangte Montarlot mit dem Frieden von Nimwegen 1678 definitiv an Frankreich. Heute ist das Dorf Mitglied des 33 Ortschaften umfassenden Gemeindeverbandes Communauté de communes du Pays Riolais.

## Sehenswürdigkeiten
Die Dorfkirche von Montarlot-lès-Rioz wurde 1754 neu erbaut. Sie besitzt Grabplatten, eine Terrakottastatue des heiligen Joseph und Reliquien aus dem 17. und 18. Jahrhundert. Der Herrschaftssitz Château des Chaffoy stammt ebenfalls aus dem 18. Jahrhundert.

## Bevölkerung
| Jahr                       | 1962 | 1968 | 1975 | 1982 | 1990 | 1999 |
| Einwohner                  | 104  | 106  | 92   | 127  | 153  | 177  |
| Quellen: Cassini und INSEE |      |      |      |      |      |      |

Mit 314 Einwohnern (1. Januar 2022) gehört Montarlot-lès-Rioz zu den kleinen Gemeinden des Département Haute-Saône. Nachdem die Einwohnerzahl in der ersten Hälfte des 20. Jahrhunderts deutlich abgenommen hatte (1891 wurden noch 251 Personen gezählt), wurde seit Mitte der 1970er Jahre wieder ein kräftiges Bevölkerungswachstum verzeichnet. Seither hat sich die Einwohnerzahl mehr als verdoppelt.

## Wirtschaft und Infrastruktur
Montarlot-lès-Rioz war bis weit ins 20. Jahrhundert hinein ein vorwiegend durch die Landwirtschaft (Ackerbau, Obstbau und Viehzucht) und die Forstwirtschaft geprägtes Dorf. Die ehemalige Drahtzieherei wurde stillgelegt. Heute gibt es einige Betriebe des lokalen Kleingewerbes. In den letzten Jahrzehnten hat sich das Dorf zu einer Wohngemeinde gewandelt. Viele Erwerbstätige sind deshalb Wegpendler, die in den größeren Ortschaften der Umgebung und in der Agglomeration Besançon ihrer Arbeit nachgehen.
Die Ortschaft liegt abseits der größeren Durchgangsachsen an einer Departementsstraße, die von Boult nach Trésilley führt. Weitere Straßenverbindungen bestehen mit Rioz und Cordonnet.